# Договор поручения

диаграмма соотношений различных видов агентских договоров

Догово́р поруче́ния — договор, согласно которому одна его сторона — пове́ренный — берёт на себя обязательство перед другой стороной — довери́телем — совершить от имени и за счёт последнего определённые юридические действия.
Данный договор опосредует отношения представительства. Он может заключаться для осуществления сделок, получения корреспонденции, оказания юридической помощи доверителю.
Своими действиями поверенный создаёт все права и обязанности, включая и вещные, и обязательственные, не для себя, а для своего доверителя.
Полномочия поверенного в отношениях с третьими лицами оформляются с помощью особенного документа — доверенности, которую ему выдаёт доверитель.
Поверенный имеет право получить от своего доверителя вознаграждение, если условие о таковом содержится в договоре.
Договор поручения наряду с рядом других договоров — комиссии и доверительного управления — является разновидностью агентского договора.